# Jan Kůrka
Jan Kůrka (* 29. Mai 1943 in Pelhřimov, Protektorat Böhmen und Mähren) ist ein ehemaliger tschechoslowakischer Sportschütze.

## Erfolge
Jan Kůrka nahm an den Olympischen Spielen 1968 in Mexiko-Stadt in drei Konkurrenzen  mit dem Gewehr teil. Im Dreistellungskampf mit dem freien Gewehr auf 300 m belegte er 1133 Punkten den zwölften Rang. Im Dreistellungskampf mit dem Kleinkalibergewehr auf 50 m erzielte er 1136 Punkte und beendete den Wettbewerb auf Rang 29. Mit 598 Punkten stellte Kůrka im liegenden Anschlag mit dem Kleinkalibergewehr auf 50 m einen neuen Weltrekord auf und wurde damit vor László Hammerl und Ian Ballinger Olympiasieger.